# Saint-Jean-Saint-Germain
 Saint-Jean-Saint-Germain  es una población y comuna francesa, situada en la región de  Centro, departamento de Indre y Loira, en el distrito de Loches y cantón de Loches.

## Demografía
| 682 | 604 | 553 | 557 | 561 | 602 |
| Para los censos de 1962 a 1999 la población legal corresponde a la población sin duplicidades (Fuente: INSEE [Consultar]) |     |     |     |     |     |